# 晋华宫矿旧址
晋华宫矿旧址，位于中华人民共和国山西省大同市云冈区晋华宫街道晋南里社区内，已列为山西省文物保护单位。

## 保护
2016年6月6日，晋华宫矿旧址由山西省人民政府公布为第六批山西省文物保护单位，编号6-283-4-6。